# Моріс Торез
Морі́с Торе́з (фр. Maurice Thorez; *28 квітня 1900, Нуаєль-Годо, Па-де-Кале, Французька республіка — †11 липня 1964, на кораблі дорогою до СРСР) — діяч французького і міжнародного робітничого і комуністичного руху, генеральний секретар Французької комуністичної партії, активний функціонер Комінтерну. Політична орієнтація — вірний сталініст.

## Біографія
Моріс Торез народився в родині шахтаря. До 1920 року працював наймитом, шахтарем. У березні 1919 року вступив у Соціалістичну партію Франції; брав активну участь у боротьбі за її приєднання до Комінтерну. Від 1920 року — в Французькій комуністичній партії. Його неодноразово заарештовували.
В 1925—1926 роках активно виступав та діяв проти війни в Марокко. В 1929—1930 відбував тюремне покарання за провокації проти національних збройних сил.
Від 1930 року Моріс Торез — генеральний секретар Французької комуністичної партії. На цій посаді підтримував дії Сталіна проти Троцького та троцькістів. У 1936 році брав участь у створенні Народного фронту і підтримав уряд Леона Блюма (хоча сам і не увійшов до нього).
Під час Громадянської війни в Іспанії (1936—1939) був важливою зв'язуючую інстанцією, через яку з Москви передавалися секретні директиви до штабу іспанської республіканської армії. Через нього йшов зв'язок між IV відділом НКВС та головним виконавцем «мокрих діл» (ліквідація лівих комуністів, троцькістів та усіх незгодних з політикою Сталіна) в Іспанії, представником IV відділу Йосипом Броз Тіто.
У 1939 році ФКП підтримала агресію Третього Рейху проти Франції і тому була заборонена. Торез був інтернований, а після початку Другої світової війни був направлений в армію, де служив резервістом в 3-му саперному батальйоні під Аррасом. В жовтні 1939 він дезертирував з армії та через Бельгію за наказом з Кремля втік до Москви. Був заочно позбавлений громадянства та за дезертирство засуджений до смертної кари (за іншими джерелами до 6-річного ув'язнення). Під час війни працював в Москві в керівництві Комінтерну. В 1944 році після звільнення Франції від німецьких окупантів помилуваний де Голлем. В листопаді 1944 був доставлений у Францію персональним літаком Сталіна і відновив свою діяльність.
Моріс Торез — віце-прем'єр уряду Четвертої республіки (1946—47 роки).
Від 1950 року стан здоров'я Тореза погіршився, і він тривалий час перебував на лікуванні в СРСР; фактичне керівництво в партії перейшло до ідеолога ФКП Жака Дюкло, хоча формально Торез перестав бути генсеком партії лише незадовго до смерті.
Моріс Торез помер 11 липня 1964 року на кораблі дорогою до СРСР. Похований на кладовищі Пер-Лашез у Парижі в 1964 році.

## Увічнення пам'яті
На честь Моріса Тореза в Україні місто Чистякове в Донецькій області в період з 1964 р. по 2016 р. мало назву Торез, вулиці в Дніпрі, Чернівцях (в 2015 році в рамках декомунізації перейменовано на Ярослава Мудрого) та в Кропивницькому. Ще 1993 року вулицю Моріса Тореза у Львові було перейменовано на вулицю Сергія Литвиненка.